# Нокодазол
Нокодазол — органическое соединение, обладающее антимитогенной и антинеопластической активностью, достигаемой за счёт деполимеризации микротрубочек в цитоплазме клеток. Применяется при экспериментальной химиотерапии злокачественных опухолей in vitro и in vivo .
Сходным действием обладают некоторые другие вещества, например винкристин и колцемид.
Нокодазол широко применяется в медицинских и биологических исследованиях, например для синхронизации клеточного цикла и фрагментацию комплекса Гольджи.

## Механизм действия
Вызывает остановку клеточного цикла в G2 или М фазе. Механизм действия связан с нарушением полимеризации микротрубочек, в результате чего они теряют способность прикрепиться к кинетохорам и деление клетки останавливается. Для исследовательских целей нокодазол обычно применяется в концентрации 40—100 нг/мл в течение 12 — 18 часов. Длительная остановка клеточного цикла в митозе обычно приводит к запуску процесса апоптоза в клетке.

## Синтез
Нокодазол может быть синтезирован из (4-фторфенил)(тиофен-2-ил)метанона.